# That Championship Season (pièce de théâtre)
Pour les articles homonymes, voir That Championship Season.
That Championship Season est une pièce de théâtre de Jason Miller créée en 1972 au Booth Theatre de Broadway.

## Argument
Vingt ans après leur victoire au championnat d'État universitaire, les membres d'une équipe de basket-ball se retrouvent ; l'occasion pour eux de revoir leur entraîneur, très malade et qui va bientôt mourir.

## Distinctions
- Tony Awards 1973[1] : 
  - Tony Award de la meilleure pièce
  - Tony Award de la meilleure mise en scène pour une pièce pour A. J. Antoon

## Adaptations
La pièce a connu deux adaptations :
- That Championship Season au cinéma par Jason Miller lui-même.
- That Championship Season à la télévision par Paul Sorvino.